# Rodrigo Díaz de Vivar
|  | Per a altres significats, vegeu «Rodrigo Díaz de Vivar y Mendoza». |

Rodrigo Díaz de Vivar (Vivar del Cid, avui a la província de Burgos, ca. 1045 - València, 1099) conegut com a Cid Campeador, El Cid o Mio Cid (de l'àrab vulgar سيدﻲ, sīdī, ‘el meu senyor’) va ser un noble castellà, guerrer i figura mitificada de l'anomenada Reconquesta de la península Ibèrica.

## Naixement
No es coneix la data exacta del seu naixement ni el lloc apareix en cap document o font històrica. Quant a la data, de les diverses opcions aportades per cronistes i investigadors, que van des de l'any 1026 al 1054, el període més probable seria entre 1048 i 1050. I quant a lloc, Vivar del Cid apareix al Cantar de mio Cid, en el qual s'anomena sempre el Cid com a Rodrigo Díaz de Vivar.

## Al servei de Sanç II de Castella
Entre els anys 1063 a 1072 va ser la mà dreta de l'infant Sanç de Castella i va guerrejar al costat d'ell en diverses batalles, entre elles la batalla de Graus, en la qual els castellans, aliats amb la taifa de Saragossa, van impedir que Ramir I d'Aragó, que va morir en la batalla, conquerís Graus. Va ser nomenat alferes reial quan Sanç va accedir al tron de Castella el 1065.
Cap al 1066 va obtenir el títol de Campeador (Campidoctor) en vèncer en combat singular en Jimeno Garcés, l'alferes del rei de Navarra, per a dirimir una disputa per uns castells fronterers. Com a cap de les tropes reials, el Cid va acompanyar el rei Sanç en la guerra que aquest va mantenir amb els seus germans, Alfons VI de Castella, rei del Lleó i Garcia, rei de Galícia, pel repartiment de l'herència del seu pare. Alfons va caure derrotat a les batalles de Llantada (1068) i Golpejera (1072) i va acabar exiliat a l'emirat de Tulàytula.
Sanç es va enfrontar a la seva germana Urraca de Castella i va assetjar Zamora. Allà va morir assassinat pel noble lleonès Bellido Dolfos, per la qual cosa Alfons es va convertir en sobirà de Lleó i Castella.

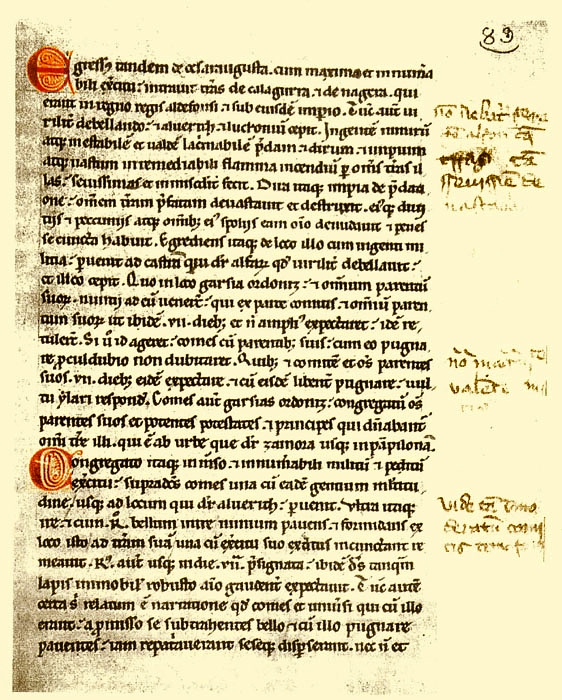
Pàgina de la Historia Roderici

## Al servei d'Alfons VI de Castella
Com que era alferes reial i expert en el dret castellà, el Cid va prendre jurament al nou rei a l'església de Santa Gadea. El contingut del jurament tradicionalment se l'ha relacionat amb l'assassinat de Sanç II de Castella, tot i que altres interpretacions simplement diuen que va jurar els furs de Castella.
Amb el nou rei, el càrrec d'alferes reial va passar a García Ordóñez, comte de Nájera. Alfons va concedir al Cid la mà de la seva neboda Ximena Díaz, filla del comte d'Oviedo, amb qui es va casar al juliol de 1074.
El 1079, el Cid va ser comissionat pel rei per a cobrar les paries al rei de Sevilla, i va ser atacat pel rei de Granada i García Ordóñez. Rodrigo va sortir victoriós d'aquests enfrontaments, però al seu retorn a la cort fou traït per García Ordóñez i Pedro Ansúrez, poderosos nobles lleonesos, que varen convèncer el rei perquè el desterrés.

## Primer desterrament
Acompanyat de la seva tropa, el Campeador va oferir els seus serveis a Ramon Berenguer II i Berenguer Ramon II la primavera de 1081, però en ser rebutjat, va decidir ajudar al-Muqtadir, emir de Saraqusta, que era tributari del Regne de Castella, en la lluita contra el seu germà al-Muzafar, Emir de Larida, Turtuixa i Dàniyya. L'any 1082, després de conquerir els castells de Montsó i Tamarit de Llitera va vèncer Berenguer Ramon II a la batalla d'Almenar i el 1084 Sanç I d'Aragó i Pamplona i al-Muzafar prop de Morella, i en la defensa de Saraqusta el 1086.
La invasió almoràvit i la derrota d'Alfons VI de Castella a la batalla de Sagrajas el 1086 va propiciar l'acostament entre rei i vassall, a qui se li va encarregar la defensa de la zona oriental. Entre 1087 i 1089, va fer tributaris els monarques musulmans de l'emirat d'Albarrasí i l'emirat d'Alpont i va impedir que la ciutat de Balànsiya (actual València), governada pel rei Yahya Al-Qadir, aliat dels castellans, caigués en mans d'Al-Múndhir Imad-ad-Dawla i del comte de Barcelona Berenguer Ramon II. L'any 1089 es produeix una nova dissensió amb Alfons VI, quan les tropes de El Cid van arribar tard al setge d'Aledo, fet que provoca un segon desterrament.

## Segon desterrament i Conquesta de Balànsiya
Després del segon desterrament, el Cid va decidir emprendre la seva activitat bèl·lica a l'est de la Península de manera personal i independent, prenent primer el control de castell de Miravet i sobre l'emirat de Dàniyya, en poder d'al-Múndhir, de manera que l'emir de Larida, temerós que caigués sobre Turtuixa, va demanar ajuda a Berenguer Ramon II de Barcelona, que com el mateix Alfons VI, tenien l'obligació de protegir els dominis d'al-Múndhir pel cobrament de paries. També va demanar el suport de Sanç I d'Aragó i Pamplona, Ermengol IV d'Urgell i fins i tot del seu oncle Àhmad ibn Yússuf al-Mustaín de Saraqusta, però només el comte de Barcelona va acceptar aliar-se amb el rei de Lleida. Al-Mustain II de Saragossa va avisar el Cid de la coalició que s'havia reunit, que fou derrotada en la batalla de Tébar. D'aquesta manera va obtenir un botí molt important: vaixelles d'or i plata, vestits de teixits preciosos, cavalls de combat, de càrrega, mules i gran quantitat d'armes de guerra, entre elles l'espasa Colada. Després de l'ocupació de la ciutat per part dels almoràvits l'octubre de 1092, Rodrigo va iniciar un setge a Balànsiya fins al maig de 1094, data en què Rodrigo entrà a la ciutat, creant així el seu propi principat. Oficialment aquesta conquesta es feu en nom del monarca castellà però realment Rodrigo ho va fer independentment d'aquell. La resposta almoràvit no es feu esperar però foren derrotats a la batalla de Quart de Poblet.

Signatura del Cid, ego Ruderico, en el document de dotació de la catedral de València

El 1097, en plena ofensiva de Yússuf ibn Taixfín contra Toledo i Balànsiya, derrota els almoràvits a la batalla de Bairén, a l'actual Gandia, però perd el seu fill Diego Rodríguez a la batalla de Consuegra, en què els castellans són clarament derrotats.
En un principi, a l'any 1092, el Principat de València estaria format per una gran part de l'actual País Valencià, fins i tot la Plana d'Utiel-Requena. Tot i això l'any 1093 una part de Castelló, com la mateix ciutat de Castelló de la Plana, anomenada aleshores Casteión, Culla, Miravet, Montornés i Orpesa passaren a formar part dels dominis del Regne d'Aragó fins a l'any 1103. Malgrat la seua independència, també tenia la protecció militar del Comtat de Barcelona i del Regne de Castella. L'any 1098, en un diploma de dotació a la catedral de València a la Verge Maria, Ruy Díaz de Vivar signà un document on s'atorgava el títol de «Princeps Rodericus Campidoctor» («Príncep Ruy el 'Campeador'», en llatí).,
El Cid va morir a València el 10 de juliol de 1099. La seva muller, Ximena Díaz, va defensar la ciutat amb l'ajut del seu gendre Ramon Berenguer III de Barcelona, fins a l'any 1102, en el qual el rei Alfons VI va ordenar l'evacuació de la ciutat que va caure en poder dels almoràvits. València va ser capturada per aquests el 5 de maig de 1102 i no va ser reconquerida de nou pels cristians fins 136 anys després sota el regnat de Jaume I el Conqueridor, besnét de Ramon Berenguer IV, germanastre de les nétes del Cid i fill en segones núpcies de Ramon Berenguer III, fet del qual es va aprofitar el rei Conqueridor.

## Aliances i descendents
Establert ja a València, Rodrigo es va aliar amb Pere I d'Aragó i amb Ramon Berenguer III amb el propòsit de frenar conjuntament l'embranzida almoràvit. Les aliances militars es van reforçar amb matrimonis de les seves filles.
- Maria, casada el 1098 amb el comte de Barcelona Ramon Berenguer III
- Cristina, casada amb l'infant Ramir de Navarra.

Així mateix va tenir un fill Diego Rodríguez, que va morir en la batalla de Consuegra el 1097, on el rei Alfons VI de Castella va caure derrotat.

## El Cid a les arts i la cultura popular

### El Cid en la literatura

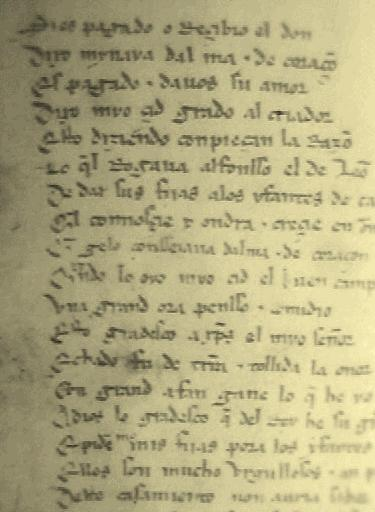
Pàgina del Cantar de mio Cid

- Historia Roderici, crònica llatina (primera meitat del s. xii).
- Carmen Campidoctoris, poema llatí escrit a Ripoll el s. xii.
- Cantar de mio Cid, datat al final del s. xii. El Cid hi és tractat com un gran capità i bon polític i la seva figura adquireix perfil llegendari, tot encarnant els trets ideals de l'ànima castellana.
- Un nombre considerable de romanços del Romancero, escrits durant l'edat mitjana i fins al s. xvi tracten sobre el personatge i episodis concrets de la seva vida. La imatge del Cid que transmet el romancer castellà és, però, diferent de la del Cantar: és un Cid molt més orgullós, rebel contra el rei, front al Cid mesurat i sempre desitjós de reconciliar-se amb el rei que trobem al poema èpic. La mateixa visió del romancer serà la que trobarem a l'èpica cidiana tardana del poema Mocedades de Rodrigo.
- Mocedades de Rodrigo, poema èpic castellà del s. xiv, centrat en la joventut de l'heroi.
- La muerte del rey Don Sancho, drama de Juan de la Cueva (1579).
- Las almenas de Toro, comèdia de Lope de Vega.
- Las mocedades del Cid i Las hazañas del Cid (1618), drames de Guillem de Castro.
- Le Cid de Pierre Corneille (1636), tragèdia en francès, una de les obres cabdals del teatre francès.
- La jura de Santa Gadea, drama de Juan Eugenio Hartzenbusch.
- La leyenda del Cid, obra poètica de José Zorrilla.
- El Cid, novel·la de fulletó de Manuel Fernández y González.
- El Cid, novel·la de Ramón Ortega y Frías.
- Las hijas del Cid, drama d'Eduard Marquina (1908).
- La hazaña del Mío Cid, novel·la poètica de Vicente Huidobro (1929).
- El amor es un potro desbocado, adaptació de l'obra de Guillem de Castro per Luis Escobar.
- Anillos para una dama, drama d'Antonio Gala, sobre Ximena, ja vídua del Cid.
- El Cid, novel·la de José Luis Corral (198-).

### El Cid en l'òpera
- Le Cid llibret d'Adolphe d'Ennery, Édouard Blau i Louis Gallet, sobre l'obra de Pierre Corneille, amb música de Jules Massenet (1885).
- Claude Debussy va començar una òpera sobre llibret de Catulle Mendès, titulada Rodrigue et Chimène. Va treballar-hi entre 1890 i 1893, però no va acabar-la mai i va deixar-la abandonada.

### El Cid en el cinema i la televisió
- El Cid (1910), dirigida per Mario Casarini, sobre l'obra de Corneille.
- El Cid (1961), pel·lícula dirigida per Anthony Mann, interpretada per Sophia Loren i Charlton Heston, de coproducció italo-estatunidenca, i rodada en part a Peníscola.
- Las hijas del Cid (1962), coproducció hispano-italiana dirigida per Miguel Iglesias.
- Ruy, el pequeño Cid (1980), sèrie d'animació de TVE, sobre la infantesa del personatge de Claudi Biern Boyd.
- El Cid cabreador (1983), paròdia dirigida per Juan José Millán, amb Ángel Cristo i Carmen Maura.
- El Cid: la leyenda (2003), pel·lícula d'animació.